# Michael Ehrke
Michael Ehrke (* 9. Juli 1944 in Berlin-Grünau; † 26. Juni 2012 in Ronneburg) war ein deutscher Wirtschaftspädagoge, Gewerkschaftsfunktionär und Hochschullehrer.

## Leben
Michael Ehrke studierte zunächst an der Technischen Universität Berlin und anschließend an der Freien Universität Berlin, wo er 1981 mit einer empirischen Arbeit über die Berufsbildung im Warenhandel promoviert wurde.
Ab 1989 war er beim Vorstand der IG Metall als Referent für berufliche Bildung tätig und Gewerkschaftssekretär. Für seine Verdienste in diesem Bereich wurde er 2004 mit dem Bundesverdienstkreuz am Bande geehrt.
Im Jahr 2003 übernahm er einen Lehrauftrag im Bereich berufliche Bildung an der Leuphana Universität Lüneburg, wo er ab 2010 als Honorarprofessor lehrte.
Sein Engagement für junge Menschen zeigte er neben der beruflichen Tätigkeit auch im ehrenamtlichen Bereich in der DPSG, deren Mitglied er seit 1962 war und deren Berliner Diözesanleitung er zeitweise angehörte.

## Veröffentlichungen
- Berufspädagogik als arbeitorientierte Sozialwissenschaft. In: Argument. Sonderbände AS 21, Berlin 1978, S. 190–204.
- Qualifikation und Berufsausbildung im Warenhandel. Dissertation. Universität. Freie Universität Berlin 1981. WI, Düsseldorf 1981, ISBN 3-88785-454-3.
- (Hrsg.): Interkulturelle Berufsausbildung. Positionen und Erfahrungen (= Ausbildungspraxis Einzelhandel. Band 1). Berlin 1989, ISBN 3-89166-083-9.
- (Hrsg.): Berufsvorbereitung und Bildungsurlaub mit Ausländern (= Ausbildungspraxis Einzelhandel. Band 2). Berlin 1989, ISBN 3-89166-084-7.
- IT-Ausbildungsberufe: Paradigmenwechsel im dualen System. In: Berufsbildung in Wissenschaft und Praxis. Heft 1, 1997, S. 3–8.
- Berufliches Lernen und gesellschaftliche Entwicklung. Festschrift zum 60. Geburtstag. Bielefeld 2005, ISBN 3-7639-3370-0.
- Die Zukunft der Berufsbildung. In: Gegenblende. Nr. 9, Mai/Juni 2011 (online).